# 城巴79線
城巴79線是香港一條新界巴士路線，由城巴有限公司營運，於2024年8月25日投入服務，來往粉嶺皇后山及大圍站，途經馬尾下後，取道香園圍公路前往大埔區之太和、大埔中心、廣福邨，再經吐露港公路往返沙田區之禾輋邨、瀝源邨、沙田圍及秦石邨，全程收費為$14.6。

## 歷史
2023年4月，時任北區區議會主席羅庭德在區議會會議中提交議案，建議增設巴士路線來往粉嶺北部（皇后山及沙頭角公路沿線）及大埔區，方便該帶居民往返大埔接駁巴士及專線小巴往返區內工業邨及其他地區，亦能吸引大埔或其他地區居民前往北區旅遊觀光。當時九龍巴士及城巴均回應指會與運輸署探討提供往來皇后山及大埔巴士服務的可能性。
運輸署及城巴在《2024－2025年度巴士路線計劃》中，建議開辦新全日路線來往皇后山及大圍站，編號為「79」，途經馬尾下、香園圍公路、大埔太和路、廣福邨、吐露港公路、源禾路、大涌橋路及車公廟路，以配合皇后山居民往返大埔、沙田的需求。雖然區議員建議新路線增設雙向分段收費，並深入沙田市中心一帶，但運輸署認為新路線旨在便利乘客往返遠離鐵路站的地區，達至分流，故依原有安排落實開辦新路線。
79線最終在2024年8月25日投入服務，同年9月2日起更以試行形式於星期一至五上課日06:30新增由粉嶺皇后山開往大圍站之班次，直至11月29日，9月23日起以試行形式於星期一至五上課日新增兩班由皇后山開往大圍站的班次，開出時間為06:45及06:55，而原有07:00由皇后山邨開出的班次則改為07:05開出，直至11月29日。2025年1月26日起，此路線往皇后山方向於龍馬路皇后山一號外增設中途站。

## 服務時間及班次
79線來回方向提供全日服務，列表如下：
| 粉嶺皇后山開         | 粉嶺皇后山開               | 粉嶺皇后山開               | 大圍站開 | 大圍站開     | 大圍站開     |
| 日期                 | 服務時間                   | 班次（分鐘）               | 日期     | 服務時間     | 班次（分鐘） |
| -------------------- | -------------------------- | -------------------------- | -------- | ------------ | ------------ |
| 星期一至五上課日     | 06:30、06:45、06:55、07:05 | 06:30、06:45、06:55、07:05 | 每日     | 08:20－10:20 | 30           |
| 星期一至五上課日     | 07:20－18:00               | 20                         | 每日     | 10:20－21:20 | 20           |
| 星期一至五上課日     | 18:00－20:00               | 30                         |          |              |              |
| 星期一至五學校假期   | 06:30                      | 06:30                      |          |              |              |
| 星期一至五學校假期   | 07:00－18:00               | 20                         |          |              |              |
| 星期一至五學校假期   | 18:00－20:00               | 30                         |          |              |              |
| 星期六、日及公眾假期 | 07:00－18:00               | 20                         |          |              |              |
| 星期六、日及公眾假期 | 18:00－20:00               | 30                         |          |              |              |

## 收費
79線全程收費為$14.6，並設有12歲以下小童及65歲或以上長者半價優惠。60歲或以上香港居民與未滿60歲的合資格殘疾人士如以指定八達通繳付此線的車資，可享有長者及合資格殘疾人士公共交通票價優惠計劃提供的$2票價優惠。乘客登車時需以現金或八達通卡繳付車資，不設找贖；而每位成人乘客可免費帶同最多兩名四歲以下而且不佔座位的兒童乘車。此外，乘客亦可使用指定電子支付工具繳付車資，使用此支付方式的乘客可享有與其他城巴獨營路線或聯營線城巴班次之轉乘優惠，惟不適用於與非城巴路線之轉乘優惠，乘客亦不能享有「公共交通費用補貼計劃」及「長者及合資格殘疾人士公共交通票價優惠計劃」。
79線沿途單向分段收費如下：
| 上車地點＼落車地點 | 大圍站 | 粉嶺皇后山 |
| ------------------ | ------ | ---------- |
| 翠怡花園起         | $14.0  | 不適用     |
| 禾輋邨起           | $7.4   |            |
| 廣福邨起           | 不適用 | $11.6      |
| 磚窰起             | $6.1   |            |
| 孔嶺起             | $4.8   |            |

## 行車路線

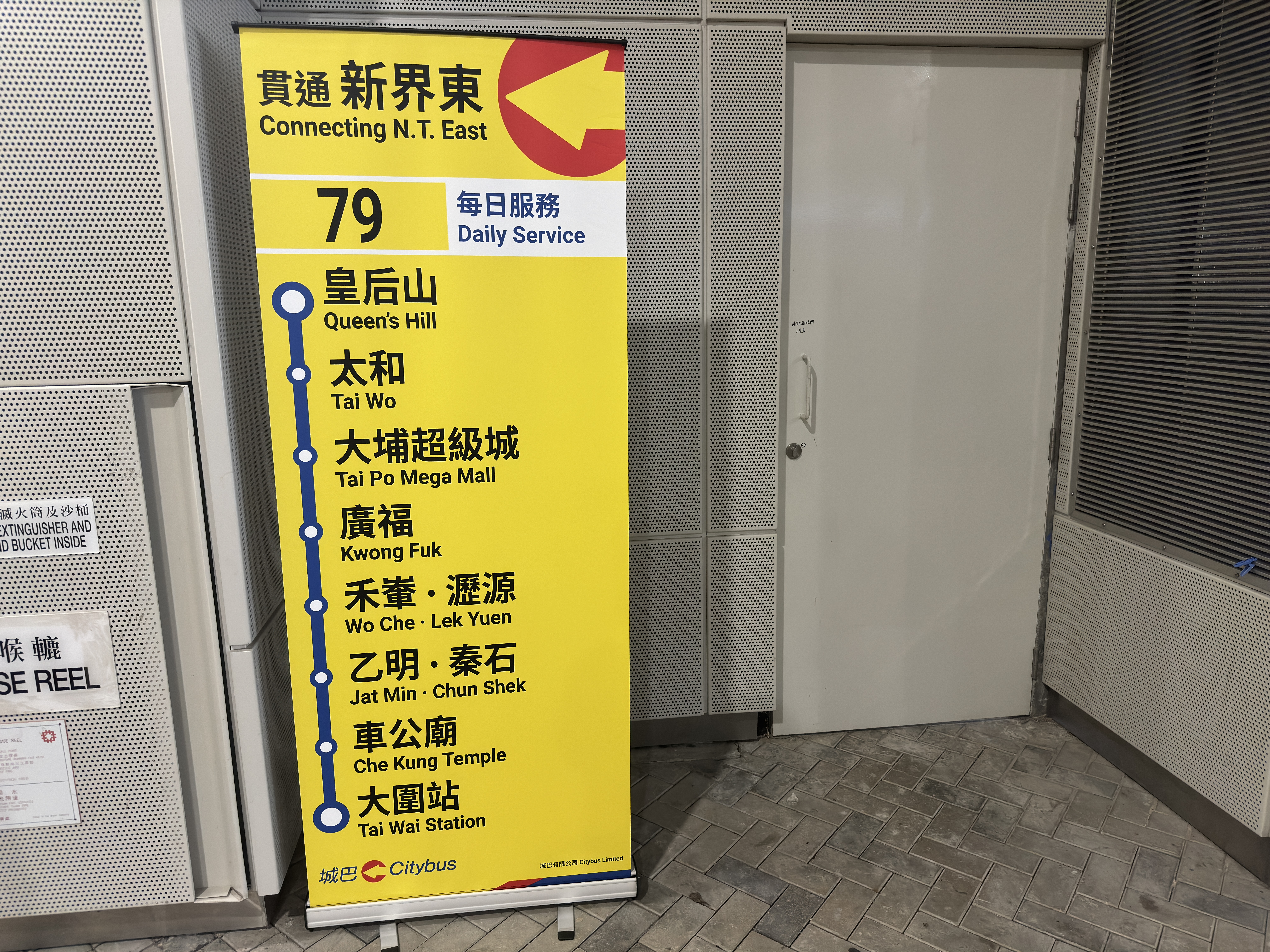
城巴宣傳79線途經地點

79線由粉嶺皇后山開出之班次途經龍馬路（東行）、掉頭、龍馬路（西行）、沙頭角公路－龍躍頭段、沙頭角公路－馬尾下段、香園圍公路、粉嶺公路、吐露港公路、大埔太和路、南運路、大埔公路－元洲仔段、吐露港公路、大埔公路－沙田段、沙田路、源禾路、沙田鄉事會路、大涌橋路、車公廟路（西行）、迴旋處及車公廟（東行）路前往大圍站；由大圍站開出之班次途經車公廟路、大涌橋路、沙田鄉事會路、源禾路、沙田路、大埔公路－沙田段、吐露港公路、大埔公路－元洲仔段、南運路、大埔太和路、吐露港公路、粉嶺公路、香園圍公路、沙頭角公路－馬尾下段、沙頭角公路－龍躍頭段、龍馬路（東行）、皇后山公共運輸交匯處、龍馬路（東行）、掉頭及龍馬路（西行）前往粉嶺皇后山，具體停站請參考資訊框。